# Eriophora sachalinensis
Eriophora sachalinensis là một loài nhện trong họ Araneidae.
Loài này thuộc chi Eriophora. Eriophora sachalinensis được Kendo Saito miêu tả năm 1934.